# Mistrovství světa ve veslování 1975

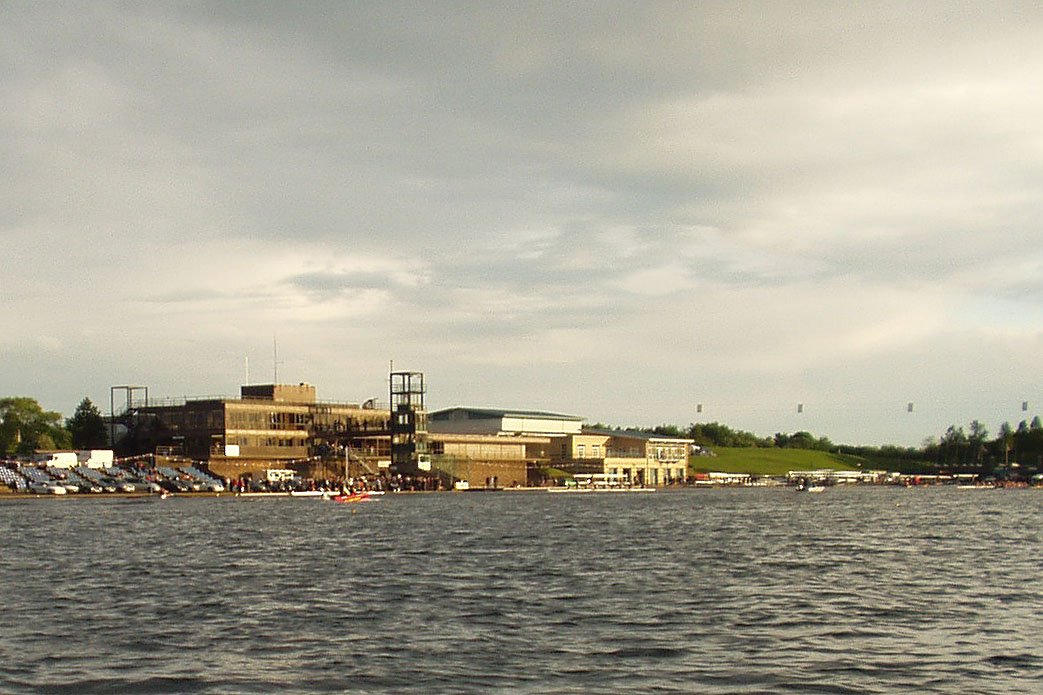
Národní centrum vodních sportů Holme Pierrepont, pohled přes veslařský kanál

Mistrovství světa ve veslování 1975 se konalo od 24. do 30. srpna 1975 v Národním centru vodních sportů Holme Pierrepont (Holme Pierrepont National Watersports Centre) na řece Trent v anglickém Nottinghamu.
Každoroční veslařská regata je organizována Mezinárodní veslařskou federací (International Rowing Federation; FISA) obvykle na konci léta severní polokoule. V neolympijských letech představuje mistrovství světa vyvrcholení mezinárodního veslařského kalendáře a v roce, jenž předchází  olympijským hrám, představuje jejich hlavní kvalifikační událost. V olympijských letech pak program mistrovství zahrnuje pouze neolympijské disciplíny.
Muži závodili na trati o délce 2000 m, ženy na trati o délce 1000 m.

## Medailové pořadí
| Pořadí | Země                             | Zlato | Stříbro | Bronz | Celkem |
| ------ | -------------------------------- | ----- | ------- | ----- | ------ |
| 1      | Východní Německo                 | 10    | 3       | 1     | 14     |
| 2      | Sovětský svaz                    | 2     | 3       | 3     | 8      |
| 3      | Západní Německo                  | 2     | 0       | 3     | 5      |
| 4      | Francie                          | 1     | 0       | 0     | 1      |
| 4      | Norsko                           | 1     | 0       | 0     | 1      |
| 4      | Švýcarsko                        | 1     | 0       | 0     | 1      |
| 7      | Bulharská lidová republika       | 0     | 3       | 1     | 4      |
| 8      | USA                              | 0     | 2       | 1     | 3      |
| 9      | Spojené království               | 0     | 1       | 2     | 3      |
| 10     | Rakousko                         | 0     | 1       | 0     | 1      |
| 10     | Maďarsko                         | 0     | 1       | 0     | 1      |
| 10     | Irsko                            | 0     | 1       | 0     | 1      |
| 10     | Polsko                           | 0     | 1       | 0     | 1      |
| 10     | Československo                   | 0     | 1       | 0     | 1      |
| 15     | Rumunská socialistická republika | 0     | 0       | 3     | 3      |
| 16     | Austrálie                        | 0     | 0       | 1     | 1      |
| 16     | Nizozemsko                       | 0     | 0       | 1     | 1      |
| 16     | Nový Zéland                      | 0     | 0       | 1     | 1      |
| Celkem | Celkem                           | 17    | 17      | 17    | 51     |

## Přehled medailí

### Mužské disciplíny
| Disciplína                      | Zlato | Čas     | Stříbro | Čas     | Bronz | Čas     |
| Skif M1x                        | Západní Německo Peter-Michael Kolbe | 7:10,08 | Irsko Sean Drea | 7:12,50 | Východní Německo Martin Winter | 7:13,83 |
| Dvojskif M2x                    | Norsko Alf John Hansen Frank Hansen | 6:34,49 | Východní Německo Joachim Dreifke Jürgen Bertow | 6:35,10 | Spojené království Christopher Baillieu Michael Hart | 6:39,61 |
| Párová čtyřka M4x               | Východní Německo Stefan Weiße Wolfgang Güldenpfennig Wolfgang Hönig Christof Kreuziger                                                                                        |         | Československo Filip Koudela Zdeněk Pecka Václav Vochoska Jaroslav Hellebrand                                                                                       |         | Sovětský svaz Vytautas Butkus Jurij Jakimov Aivars Lazdenieks Jevgenij Dulejev                                                                             |         |
| Dvojka bez kormidelníka M2-     | Východní Německo Bernd Landvoigt Jörg Landvoigt | 7:06,40 | Bulharská lidová republika Georgi Georgiev Valentin Stojev | 7:10,81 | Nizozemsko Jan van der Horst Willem Boeschoten | 7:11,49 |
| Dvojka s M2+                    | Východní Německo Jörg Lucke Wolfgang Gunkel Bernd Fritsch (k) | 7:16,24 | Polsko Ryszard Stadniuk Grzegorz Stellak Ryszard Kubiak (k) | 7:19,43 | Západní Německo Thomas Hitzbleck Klaus Jäger Holger Hocke (k)                                                                                              | 7:20,13 |
| Čtyřka bez kormidelníka M4-     | Východní Německo Siegfried Brietzke Andreas Decker Stefan Semmler Wolfgang Mager                                                                                              | 6:13,81 | Sovětský svaz Raul Arnemann Nikolaj Kuzněcov Sergej Posdějev Anušavan Gasan-Džalalov                                                                                | 6:18,82 | Rumunská socialistická republika Nicolae Simion Ernest Gal Christian Georgescu Constantin Nistoroiu                                                        | 6:24,09 |
| Čtyřka s kormidelníkem M4+      | Sovětský svaz Vladimir Ješinov Nikolaj Ivanov Alexandr Sema Alexandr Klepikov Alexandr Lukjanov (k)                                                                           | 6:31,46 | Východní Německo Andreas Schulz Rüdiger Kunze Walter Dießner Ullrich Dießner Wolfgang Groß (k)                                                                      | 6:36,47 | Západní Německo Hans-Johann Färber Ralph Kubail Dieter Knief Peter Niehusen Hartmut Wenzel (k)                                                             | 6:40,93 |
| Osma M8+                        | Východní Německo Jürgen Arndt Gottfried Döhn Dieter Wendisch Friedrich-Wilhelm Ulrich Werner Klatt Roland Kostulski Ulrich Karnatz Karl-Heinz Prudöhl Klaus-Dieter Ludwig (k) | 5:39,01 | Sovětský svaz Igor Konov Alexander Pljuškin Jevgenij Jankovskij Vasilij Potapov Nikolaj Ivanov Vladimir Vasiljev Antanas Čikotas Anatolij Nitritěv Igor Rudakov (k) | 5:41,34 | Nový Zéland Grant McAuley Alexander McLean David Rodger Athol Earl Lindsay Wilson Ross Collinge Trevor Coker Peter Dignan David Simmons (k)                | 5:43,61 |
| Skif LV LM1x                    | Švýcarsko Reto Wyss | 7:41,69 | Rakousko Raimund Haberl | 7:48,04 | USA William Belden | 7:51,61 |
| Čtyřka bez kormidelníka LV LM4- | Francie Francis Pelegri Michel Picard André Coupat André Picard | 6:47,31 | Spojené království Nicholas Tee Graeme Hall Christopher Drury Daniel Topolski                                                                                       | 6:49,23 | Austrálie Campbell Johnstone Andrew Michelmore Geoffrey Rees Colin Smith                                                                                   | 6:52,13 |
| Osma LV LM8+                    | Západní Německo Hans-Hermann Meyer Paul Lutz Ekkehard Braun Gerd Mayer Wolfgang Fritsch Volker Buhren Günter Lobing Bernd Kerkhoff Frank Neumeister (k)                       | 6:26,09 | USA Charles Hoffman David Vogel John Dunn Eric Aserlind William Sawyer Rodney Johnson Sean Colgan Leif Soderberg Richard Grossman (k)                               | 6:27,88 | Spojené království Brian Fentiman Nigel Read Stewart Fraser Thomas Moffat Mark Harris Stephen Simpole Christopher George Anthony Stocking Alan Sherman (k) | 6:29,87 |

### Ženské disciplíny
| Disciplína                        | Zlato | Čas     | Stříbro | Čas     | Bronz | Čas     |
| Skif W1x                          | Východní Německo Christine Scheiblichová | 3:55,75 | Maďarsko Mariann Ambrusová | 4:06,29 | Sovětský svaz Genovaitė Ramoškienė | 4:08,02 |
| Dvojskif W2x                      | Sovětský svaz Jelena Antonovová Galina Jermolajevová | 3:33,70 | Východní Německo Sabine Jahován Petra Boeslerová | 3:34,99 | Bulharská lidová republika Světla Ocetovová Zdravka Jordanovová | 3:37,40 |
| Párová čtyřka s kormidelnicí W4x+ | Východní Německo Roswietha Reichelová Ursula Ungerová Jutta Lauová Anke Grünbergová Liane Buhrová (k)                                                                        | 3:21,61 | Bulharská lidová republika Iskra Velinovová Verka Alexievová Trajanka Vladimirovová Světlana Ginčevová Stanka Vrakilovová (k)                                   | 3:24,12 | Sovětský svaz Naděžda Šerbaková Valentina Ivčenková Galina Běljajevová Antonina Mariškinová Irina Mojsejenková (k)                                                                  | 3:26,33 |
| Dvojka bez kormidelnice W2-       | Východní Německo Sabine Dähneová Angelika Noacková | 3:49,83 | Sovětský svaz Janina Čigovská Ruta Weinzergová | 3:50,61 | Rumunská socialistická republika Marilena Ghita Marlene Predescu | 3:54,25 |
| Čtyřka s kormidelnicí W4+         | Východní Německo Helma Lehmannová Henrietta Doblerová Dagmar Bauerová Irina Müllerová Sabine Brinckerová (k)                                                                 | 3:24,18 | Bulharská lidová republika Marijka Modevová Reni Jordanovová Liljana Vasevová Ginka Gjurovová Kapka Georgievová (k)                                             | 3:27,77 | Západní Německo Thea Einöderová Edith Eckbauerová Doris Leifermannová Karin Gondolatschová Susanne Thienelová (k)                                                                   | 3:29,80 |
| Osma W8+                          | Východní Německo Viola Goretzki Christiane Knetschová Ilona Richterová Bianka Schwedeová Monika Kalliesová Renate Neuová Rosel Nitscheová Doris Mosigová Marina Wilkeová (k) | 3:14,53 | USA Christine Ernstová Carol Brownová Nancy Storrsová Wiki Roydenová Claudia Schneiderová Anne Warnerová Gail Piersonová Carolyn Gravesová Lynn Sillimanová (k) | 3:16,21 | Rumunská socialistická republika Elena Avramová Luliana Balabanová Valeria Avramová Aurelia Marinescu Cristel Wienerová Filigonia Tollová Florica Petcu Elena Oprea Aneta Matei (k) | 3:18,50 |